# Craspediopsis bipunctata
Craspediopsis bipunctata là một loài bướm đêm trong họ Geometridae.